# Districte municipal de Biržai
El districte municipal de Biržai (en lituà: Biržų rajono savivaldybė) és un dels 60 municipis de Lituània, situat dins del comtat de Panevėžys. La seva capital és la ciutat de Biržai.

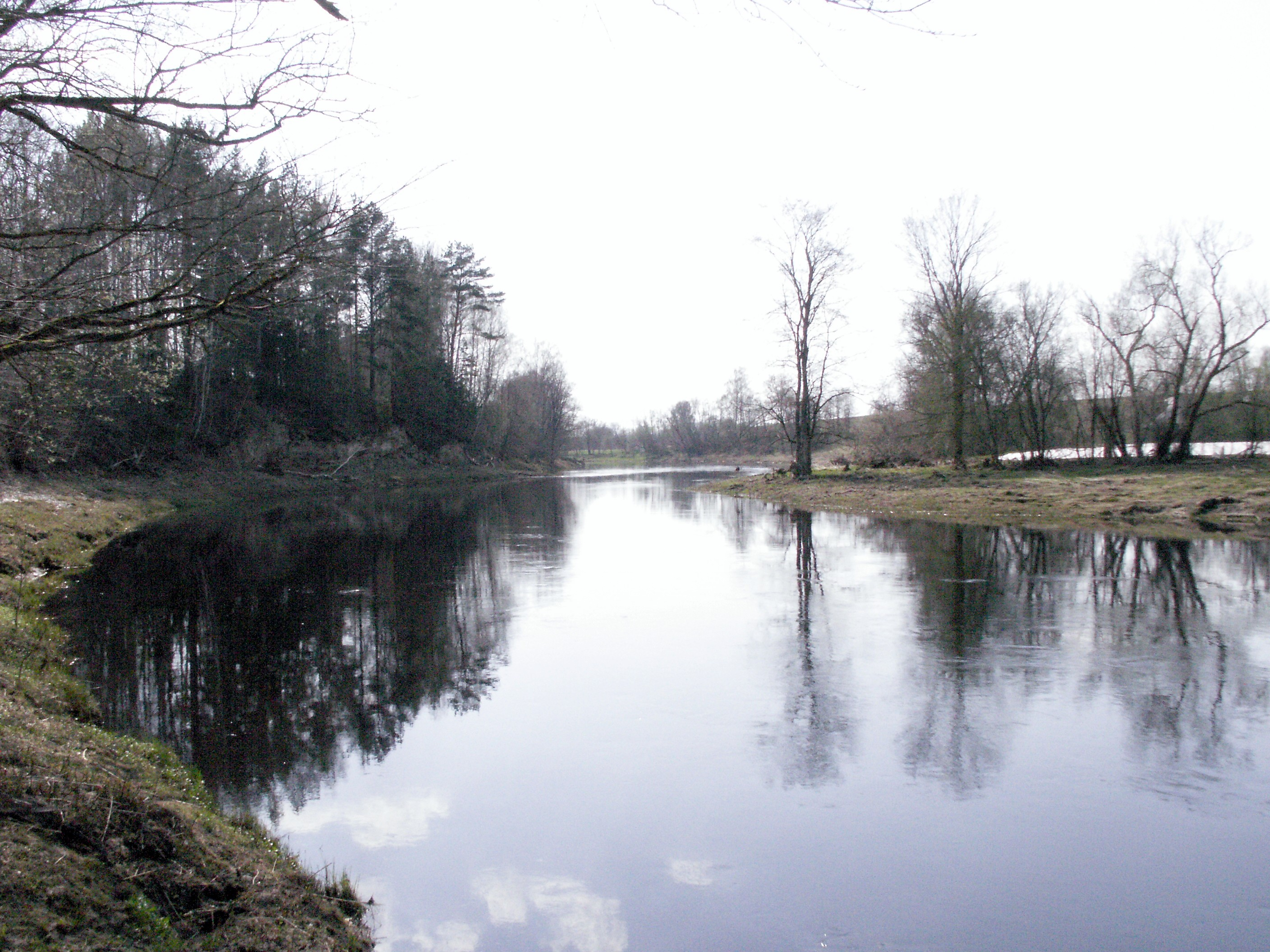
Riu Nemunėlis del districte municipal de Panevėžys

## Seniūnijos del districte
- Biržų miesto seniūnija (Biržai)

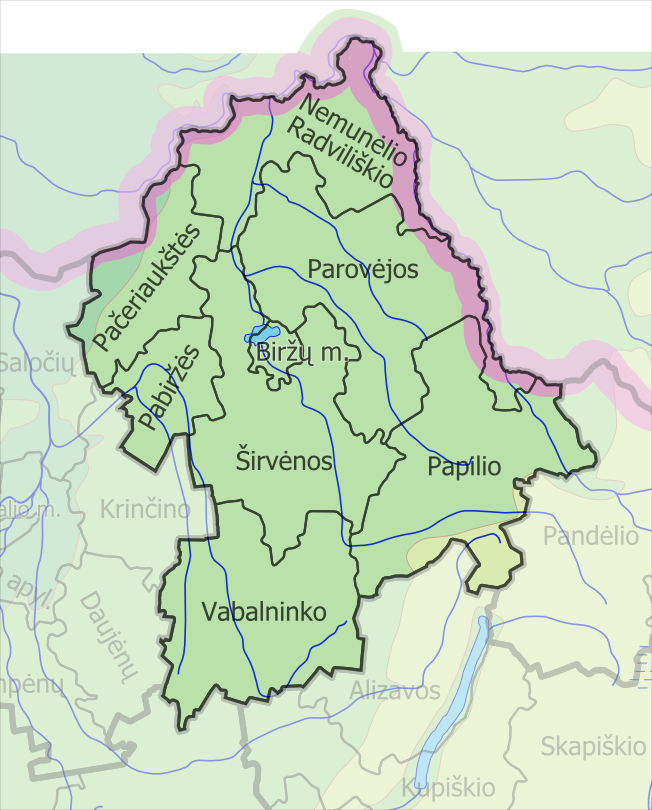
Mapa dels seniūnijos del districte municipal de Biržai

- Nemunėlio Radviliškio seniūnija (Nemunėlio Radviliškis)
- Pabiržės seniūnija (Pabiržė)
- Pačeriaukštės seniūnija (Pačeriaukštė)
- Papilio seniūnija (Papilys)
- Parovėjos seniūnija (Parovėja)
- Širvėnos seniūnija (Biržai)
- Vabalninko seniūnija (Vabalninkas)